# Carlota de Hanau-Lichtenberg
Carlota Cristina Madalena Joana de Hanau-Lichtenberg (em alemão:  Charlotte Christine Magdalene Johanna von Hanau-Lichtenberg; Bouxwiller, 2 de maio de 1700 – Darmstadt, 1 de julho de 1726) foi a esposa do conde Luís VIII de Hesse-Darmstadt.

## Família
Carlota foi a única filha do conde João Ricardo III de Hanau-Lichtenberg e da marquesa Doroteia Frederica de Brandemburgo-Ansbach. Os seus avós paternos eram o conde João Ricardo II de Hanau-Lichtenberg e a condessa Ana Madalena de Birkenfeld-Bischweiler. Os seus avós maternos eram o marquês João Frederico de Brandemburgo-Ansbach e a marquesa Joana Isabel de Baden-Durlach.

## Casamento e descendência
Como Carlota era a única filha dos condes de Hanau-Lichtenberg, tornou-se herdeira única do estado e património do seu pai, o que a tornava uma noiva muito desejável. O primeiro homem que a pediu em casamento foi o conde Guilherme VIII de Hesse-Cassel. Se esta união tivesse acontecido, o condado de Hanau teria permanecido unido, contudo, as negociações falharam devido a diferenças religiosas, visto que Carlota era luterana e Guilherme calvinista.
Carlota acabaria por se casar com o conde Luís VIII de Hesse-Darmstadt que era luterano como ela. O casamento aconteceu no dia 5 de abril de 1717 e produziu três filhos:
- Luís IX de Hesse-Darmstadt (15 de dezembro de 1719 - 6 de abril de 1790), casado com a condessa Carolina de Zweibrücken; com descendência.
- Jorge Guilherme de Hesse-Darmstadt (11 de julho de 1722 - 21 de junho de 1782), casado com a condessa Luísa de Leiningen-Heidesheim; com descendência.
- Carolina Luísa de Hesse-Darmstadt (11 de julho de 1723 - 8 de abril de 1783); casada com o marquês Carlos Frederico de Baden; com descendência.

## Herança
Como Carlota morreu antes do pai, o seu filho, o futuro conde Luís IX de Hesse-Darmstadt, tornou-se herdeiro do condado de Hanau. Contudo esta herança dizia respeito apenas à zona de Lichtenberg, visto que a zona de Münzenberg seria herdada por Hesse-Cassel como resultado de um contracto entre Hanau e Hesse-Cassel. Começou então uma disputa porque não era claro que parte do distrito de Babenhausen seria dividida que acabou num conflito militar entre os dois estados. Hesse-Darmstadt ocupou Dietzenbach, Schaafheim e Schlierbach enquanto que Hesse-Cassel ocupou o resto de Babenhausen. A disputa só foi resolvida em tribunal, e Hesse-Darmstadt venceu.